# Курдюмов, Валериан Иванович
Валериа́н Ива́нович Курдю́мов (12 [24] октября 1853, Царское Село, Санкт-Петербургская губерния — 28 декабря 1904  [10 января 1905]) — российский инженер-железнодорожник, специалист по механике грунтов и начертательной геометрии, профессор, инспектор института, статский советник.

## Биография
Родился 12 (24) октября 1853 года в Царском Селе в старинной дворянской семье. Его отец, Иван Иванович Курдюмов, был чиновником департамента Государственного казначейства, а во время Крымской войны, перешёл на службу в Комитет о раненых, ведавший военными богадельнями, госпиталями и другими благотворительными заведениями. Валериан получил прекрасное домашнее начальное образование, в совершенстве знал немецкий и французский языки. В тринадцать лет остался сиротой; сначала умерла мать, Анна Васильевна, затем отец. Все заботы о его дальнейшем образовании и воспитании взял на себя дядя, Михаил Иванович Курдюмов, живший в Киеве, где Валериан и окончил в 1873 году 1-ю киевскую гимназию.
Отправился в Санкт-Петербург, где успешно выдержал вступительные экзамены сразу в два института – Технологический и Инженеров путей сообщения — предпочтение было отдано последнему, который он и окончил в 1878 году (вместе с Николаем Михайловским) по первому разряду. Был оставлен при институте «сверхштатным репетитором без содержания» – вёл практические занятия на кафедре общих начал строительного искусства, возглавляемой профессором К. К. Коковцевым.
Одновременно, поступил на службу в технико-инспекторский комитет Департамента шоссейных и водяных сообщений Министерства путей сообщения инженером 4-го класса. По линии комитета зимой 1879 года был направлен в командировку в Баку для изучения вопроса о введении нефтяного отопления на паровозах строившейся в ту пору Закавказской железной дороги. В 1880 году, оставив чиновничью службу в комитете, поступил в «Общество Поти-Тифлисской железной дороги» на строительство линии Самтредиа–Батум, а затем участка Кутаис–Ткибули.
Летом 1884 года вернулся в Петербург и вновь поступил в департамент шоссейных сообщений и в родной институт, где стал читать курс лекций «Основания сооружений», прежде специально не изучавшийся в институте. Для целей применения фотографии в научно-технических исследованиях основал и оборудовал при институте первую в России учебную фотографическую лабораторию, руководил в ней занятиями со студентами. Для выполнения больших серий фотоснимков с длительной экспозицией он разработал конструкцию «непрерывнодействующей» лампы с магниевой вспышкой. Позже Курдюмов стал одним из учредителем V фотографического отдела Императорского Русского технического общества. С помощью фотографии он экспериментально доказал, что сдвиг грунтовой массы в процессе разрушения происходит не по плоскости, как это считалось раньше, а по криволинейной поверхности скольжения. Это позволило «отказаться от фундаментов с большой площадью подошвы при малой глубине заложения и перейти к фундаментам с меньшей площадью подошвы, но зато опущенным на большую глубину, иными словами, перейти от сплошных фундаментов к отдельным опорам, которые должны удешевить сооружения и обеспечить им несравненно большую устойчивость и прочность».

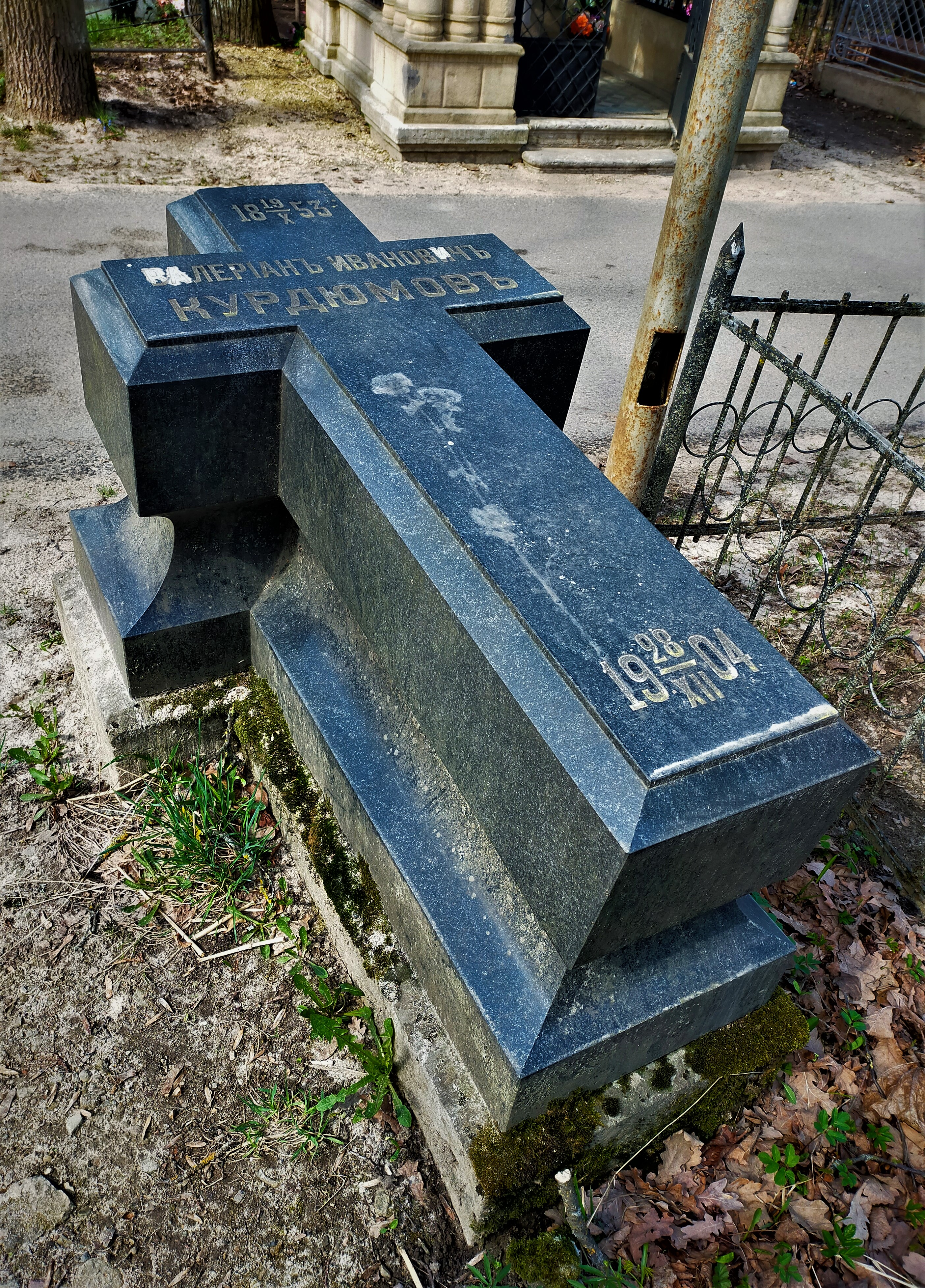
Могила В. И. Курдюмова на Казанском кладбище

В 1887—1889 годах он занимал должность архитектора департамента железных дорог и осуществлял контроль за качеством проектирования и строительства всех сооружений, относящихся к транспортной сфере.
В 1889 году оставил службу в министерстве путей сообщения и в том же году был избран экстраординарным профессором по кафедре «Общие начала строительного искусства» Института инженеров путей сообщения, которую возглавил в 1894 году после смерти профессора К. К. Коковцева. С 1890 года он также заведовал кафедрой начертательной геометрии. В 1896 году был избран ординарным профессором; в 1902 году стал инспектором.
Умер 28 декабря 1904 (10 января 1905) года. Был похоронен на царскосельском Казанском кладбище.
Стал одним из основоположников механики грунтов, оснований и фундаментов, как научной дисциплины. Монография «Краткий курс оснований и фундаментов» выдержала три издания (СПб., 1889; 2-е изд. — 1897; 3-е изд. — Петроград: Г.В. Гольстен, 1916) и считается одним из первых научных трудов, посвящённых данной тематике. Кроме этого были опубликованы:
- «Метод изометрических проекций» (СПб., 1885)
- «О сопротивлении естественных оснований» (СПб., 1889),
- «Материалы для курса строительных работ», 1 и 2 вып. — СПб., 1898 (с И. С. Каннегисером); Вып. III. — изд. 3-е
- «Курс начертательной геометрии. Отд. I, ч. II. Проекция кривых линий и поверхностей» (СПб., 1898).

Его сын — Всеволод Валерианович Курдюмов, русский поэт Серебряного века.